# Bjorn Cornelissen
Bjorn Cornelissen (Wijchen, 6 maart 1976) is een Nederlands voormalig professioneel wielrenner. Zijn vader John was begin jaren 70 ook professioneel wielrenner.

## Belangrijkste resultaten
2003
- 3de Rund um die Burg Kempten
- 4de in etappe ronde van Portugal

2002
- 5e etappe Olympia's Tour
- 1 ste in puntenklassement Olympia's Tour
- 2de Rund um Köln
- 2 in 3e en 8ste etappe Olympia's Tour
- 3e Omloop der Kempen
- 4e ZLM Tour

2001
- 1ste Dokkumer Woudenomloop
- 1ste etappe ronde van Guadalope
- 1ste GP Kemzeke
- 1ste eindklassement Topcompetitie
- 2de in 1ste etappe ronde van de Gaverstreek
- 3de in 3de etappe ronde van de Gaverstreek

2000
- 4de Henk Vos memorial
- 4de OZ tour Beneden-Maas

## Resultaten in voornaamste wedstrijden
|      | \| Jaar \| Gent-Wevelgem \| \| ---- \| ------------- \| \| 2003 \| opgave \| |
| Jaar | Gent-Wevelgem                                                                |
| 2003 | opgave                                                                       |